# Skogs- och samemuseet i Lycksele

Skogs- och samemuseet i Lycksele är ett kulturhistoriskt museum i Lycksele, med länsansvar för skogsbrukshistoria. Museibyggnaden uppfördes 1981 efter ritningar av Inger Tobé vid VAB.
Museets första utställning, Huggarepoken, invigdes 1984. Nästa stora utställning, Maskinepoken, invigdes 1994. Den senaste basutställningen, Samer i skog, öppnades i juni 2014.  
Skogs- och samemuseet (tidigare Skogsmuseet) ligger i anslutning till Gammplatsens rekreationsområde. Museet drivs sedan 2007 som ett aktiebolag med Lycksele kommun och Region Västerbotten som ägare. Initiativtagare var den lokala hembygdsföreningen Lycksele Hembygdsgille, med dåvarande ordförande skogsmästare Wolmar Söderholm som drivande kraft.  
Museet fick 1987 ett hedersomnämnande i tävlingen "European museum of the year award".

## Permanenta utställningar
- Huggarepoken - skogshuggartiden
- Maskinepoken -  skogsmaskinernas tid
- Samer i skog - samernas liv

I delen om Maskinepoken finns olika skogsmaskiner, samt möjlighet att se film om maskiner och hur dessa användes. Det finns även maskiner som besökarna kan provköra, samt en motorsågsutställning.
I delen om skogshuggarepoken finns bl.a. en tidstypisk skogshuggarkoja och ett arbetarsmåbruk. I utställningen Samer i skog visas delar av den unika samlingen Samiska skatter, som Sparbanksstiftelsen Norrland har placerat på museet. De köpte samlingen av Birger Nordin, Sundsvall.